# Oddíl vojenských astronautů USA
Oddíl vojenských astronautů USA byla dlouho utajovaná armádní jednotka Pentagonu existující v letech 1979 až 1986.

## Historie
První jednotka tohoto druhu existovala v letech 1963-1969 v souvislosti s projektem amerického vojenského letectva MOL (Manned Orbiting Laboratory).
Projekt vzniku raketoplánů byl v USA podporován vedením americké armády, která počítala s využitím třetiny plánovaných letů pro své potřeby. Bylo plánováno z raketoplánů vypouštět a opravovat špionážní družice, připravit možnost likvidace nepřátelských špionážních družic. Pro tyto cíle bylo třeba vycvičit vlastní personál z inženýrů, letců, kvalifikovaných důstojníků. Nebylo možné výcvik samostatné jednotky těchto pilotů provádět v koordinaci s agenturou NASA kvůli utajení a vytvořit své výcvikové středisko kvůli velkým nákladům také bylo problematické. Po zrušení programu MOL byli někteří vycvičení astronauti ponecháni u NASA.

## Oddíl pro raketoplány
První patnáctičlenná jednotka vojáků určená k výcviku na raketoplány byla jmenována 1. srpna 1979. Byli v ní lidé z různých druhů vojenských jednotek, kteří měli mj. za sebou min.4 roky praxe na letadlech a splňovali požadavky zdravotní způsobilosti. Výběr byl proveden z 222 zájemců..

## Další nábory
O tři roky později byl v té době již jen 13členný oddíl rozšířen. Vybráno bylo 1. září 1982 z 63 kandidátů čtrnáct lidí včetně dvou žen.
V září 1985 byl oddíl doplněn pětičlennou skupinou vojenských inženýrů (z 160 kandidátů)
Oddíl tak vzrostl na 32 kandidátů kosmonautiky.

## Lety do vesmíru
Na oběžnou dráhu se z celé jednotky dostali jen dva lidé, vojenští inženýři v lednu 1985 Gary Payton na Discovery při misi STS-51-C a v říjnu téhož roku William Pailes s Atlantisem na misi STS-51-J. Řada dalších byla jmenována náhradníky posádek.

## Zánik oddílu
Po katastrofě raketoplánu Challenger v lednu 1986 se armáda rozhodla v programu výcviku svých příslušníků nepokračovat a oddíl byl v srpnu 1986 rozpuštěn.

## Poznámka
Člen druhé skupiny Charles Edward Jones zahynul při teroristickém útoku 11. září 2001 v New Yorku, byl totiž jedním z pasažérů uneseného letadla.